# Río Songkhram
El río Songkhram (en tailandés: แม่น้ำสงคราม;  RTGS: Maenam Songkhram) es un río del sudeste asiático, uno de los afluentes tailandeses del río Mekong. Nace  en las colinas localizadas entre los distritos de Nong Han (provincia de Udon Thani) y Sawang Daen Din (provincia de Sakon Nakhon). Luego el río discurre a través de los distritos de Seka (provincia de Nong Khai), Wanon Niwat (provincia de Sakon Nakhon), Si Songkhram y Tha Uthen (ambos en la provincia de Nakhon Phanom). En este último está la desembocadura en el río Mekong en tambon  Chai Buri. El río Songkhram tiene 420 km de largo.